# Rede Plaza de Hotéis
A Rede Plaza de Hotéis é um grupo empresarial constituído em 1953 na cidade de Porto Alegre, capital do estado do Rio Grande do Sul. Possui cinco hotéis espalhados pelo Brasil, o Plaza São Rafael Hotel - em Porto Alegre - RS; o Plaza Caldas da Imperatriz Resort & SPA - em Santo Amaro da Imperatriz - SC; o Plaza Blumenau Hotel - em Blumenau - SC; o Bahia Plaza Hotel - em Camaçari - BA e o Plaza Barra First - no Rio de janeiro, RJ.
Em 5 de agosto de 1958 foi inaugurado o primeiro empreendimento do grupo, o hotel Plaza Porto Alegre Hotel, também conhecido como Plazinha, na Rua Senhor dos Passos, no centro histórico de Porto Alegre. Em maio de 2015, o Plazinha encerrou suas atividades.

A Rede Plaza de Hotéis possui mais de 60 anos de hospitalidade e está em permanente atualização. O grupo que além de Hotéis próprios também é uma operadora de Hotéis de terceiros,  mantém parcerias contínuas com projetos de expansão e administração de hotéis, além de iniciativas na área de compartilhamento de férias ( A Rede possui o Plaza Vacation Club). 

A Rede Plaza tem entre seus objetivos principais oferecer serviços de qualidade superior, com amplo respeito ao meio ambiente e com ferramentas tecnológicas que aproximam e facilitam a interação dos clientes. Atualmente, são mais de 700 acomodações (entre apartamentos e suítes) nos meios de hospedagem que estão sob seu controle. Uma Rede que mantém o pioneirismo em projetar o futuro, fazendo jus ao slogan comemorativo dos 60 anos em 2018: Hospitalidade em Transformação!

Em 2020/2021,  em Porto Alegre, instalou  no Plaza São Rafael Hotel, o Plaza Hub -  Hosting Upper Business. A Rede agora, além de clientes que usufruem a hospitalidade do Hotel,  também ‘hospeda’ negócios. A visão empresarial de criar um novo ‘braço’ de serviços é uma estratégia bem planejada e que demonstra um novo momento da empresa, com visão para o futuro através da inovação.
O Hub ressignifica os andares da Torre Executiva do Hotel, recebendo espaços para escritórios, consultórios, salas empresariais e outras possibilidades, assim como espaços de coworking.  São andares, com 430m² de área total por andar. As salas podem ser utilizadas para escritórios exclusivos ou compartilhados e personalizados para até nove pessoas. Há também a possibilidade de reestruturação de andar inteiro para atender empresas no modelo Built to Suit.
Além da estrutura do Plaza HUB, os locatários podem usufruir do rooftop do Hotel, com raia de natação de 25m – com água mineral, banheira de hidromassagem em deck aberto com bela vista do lago Guaíba, academia e sauna. Também podem aproveitar as delícias e a facilidade da gastronomia oferecida na moderna Cafeteria Espresso Plaza e no Restaurante Premium Plaza, ambos, dentro do próprio Hotel.

Participe de um ambiente colaborativo entre empresas, associado à tecnologia e networking com profissionais de diversos segmentos com a troca de conhecimentos, serviços e oportunidades para seus negócios. Venha fazer parte deste Hub em plena expansão.